# Plutark
Plutark (Plutarch), en modernisering av den grekiske karaktärsskildraren Plutarchos namn, har ibland använts som titel på böcker med levnadsteckningar över ryktbara män och kvinnor (Svensk Plutark för ungdom, 1849; Ny Plutarch, 1844-1845).